# Горна крепост
Горна крепост е село в Южна България. То се намира в община Кърджали, област Кърджали. Жителите му са турци – къзълбаши (бабаи) и сунити.

## География
Село Горна крепост се намира в планински район.

## Население
Численост и дял на етническите групи според преброяването на населението през 2011 г.:
|                     | Численост | Дял (в %) |
| Общо                | 241       | 100,00    |
| Българи             | 0         | 0,00      |
| Турци               | 237       | 98,34     |
| Цигани              | 0         | 0,00      |
| Други               | 0         | 0,00      |
| Не се самоопределят | 0         | 0,00      |
| Неотговорили        | 0         | 0,00      |

## Културни и природни забележителности

### Перперек, наричан от 90-те години на XX век и Перперикон
В близост до селото са разположени руините на скалния град Перперек (Перперикон), паметник на културата с национално значение. Това е един от Стоте национални туристически обекта.

### Тюрбе на Хъзър баба
Тюрбето представлява осмоъгълна сграда с правоъгълно преддверие. Основната част е построена през 1939 година, като строителите са българи от Смолян. Дотогава гробът е ограден само с ограда. Преддверието е достроено през 1991 година. През 1996 година край тюрбето е построен двуетажен имарет на мястото на по-стара сграда със същата функция. Тюрбето се посещава от къзълбаши от целия Кърджалийски регион.

## Редовни събития
На 1 май има голям събор, посветен на Хазър баба, почитан от алианите светец.